# Eutrópia
Eutrópia foi uma imperatriz-consorte romana, esposa do imperador Maximiano. De origem síria, nada mais se sabe sobre as origens de Eutrópia ou seus pais.

## Casamento e filhos
No final do século III, Eutrópia se casou com Maximiano, mas a data exata da cerimônia é incerta (por volta de 283). Com ele, ela teve dois filhos:
- Magêncio (entre 277 e 287), que foi imperador entre 306 e 312.
- Fausta (c. 289-290), que se casou com Constantino I e teve seis filhos com ele, incluindo os augustos Constantino II, Constâncio II e Constante.

## Outra filha?
Há alguma dúvida sobre se Flávia Maximiana Teodora, que se casou com Constâncio Cloro, seria filha de Eutrópia de um casamento anterior com Afrânio Hanibaliano ou se ela era filha natural de Maximiano de uma esposa anterior, de nome desconhecido.